# Marc Gasol
Marc Gasol Sáez (nascido em 29 de janeiro de 1985) é um ex-jogador de basquete profissional espanhol. Ele foi selecionado pelo Los Angeles Lakers com a 48ª escolha geral no Draft da NBA de 2007 da National Basketball Association (NBA). Ele foi negociado para o Memphis Grizzlies em 2008 e permaneceu com a franquia até ser negociado para o Toronto Raptors em 2019 e depois foi para o Lakers no ano seguinte.
Gasol tem sido um membro regular da Seleção Espanhola desde 2006. Ele ganhou duas medalhas de prata olímpicas e um título da Campeonato Mundial de Basquetebol Masculino. No EuroBasket, ele ganhou dois títulos, uma medalha de prata e duas medalhas de bronze.
Ele é o irmão mais novo de Pau Gasol.

## Início da vida e carreira
Gasol nasceu e cresceu em Barcelona, na Espanha. Em 2001, ele se mudou com seus pais para o subúrbio de Memphis em Germantown, Tennessee, depois que seu irmão mais velho, Pau, se juntou ao Memphis Grizzlies.
Gasol jogou basquete no colégio Lausanne Collegiate School em Memphis. Apelidado de "The Big Burrito", ele foi nomeado Mr. Basketball da Division 2 em 2003, após uma temporada em que ele fez uma média de 26 pontos, 13 rebotes e seis bloqueios por jogo. Em 2008, Lausanne aposentou a camisa #33 de Gasol.

## Carreira profissional

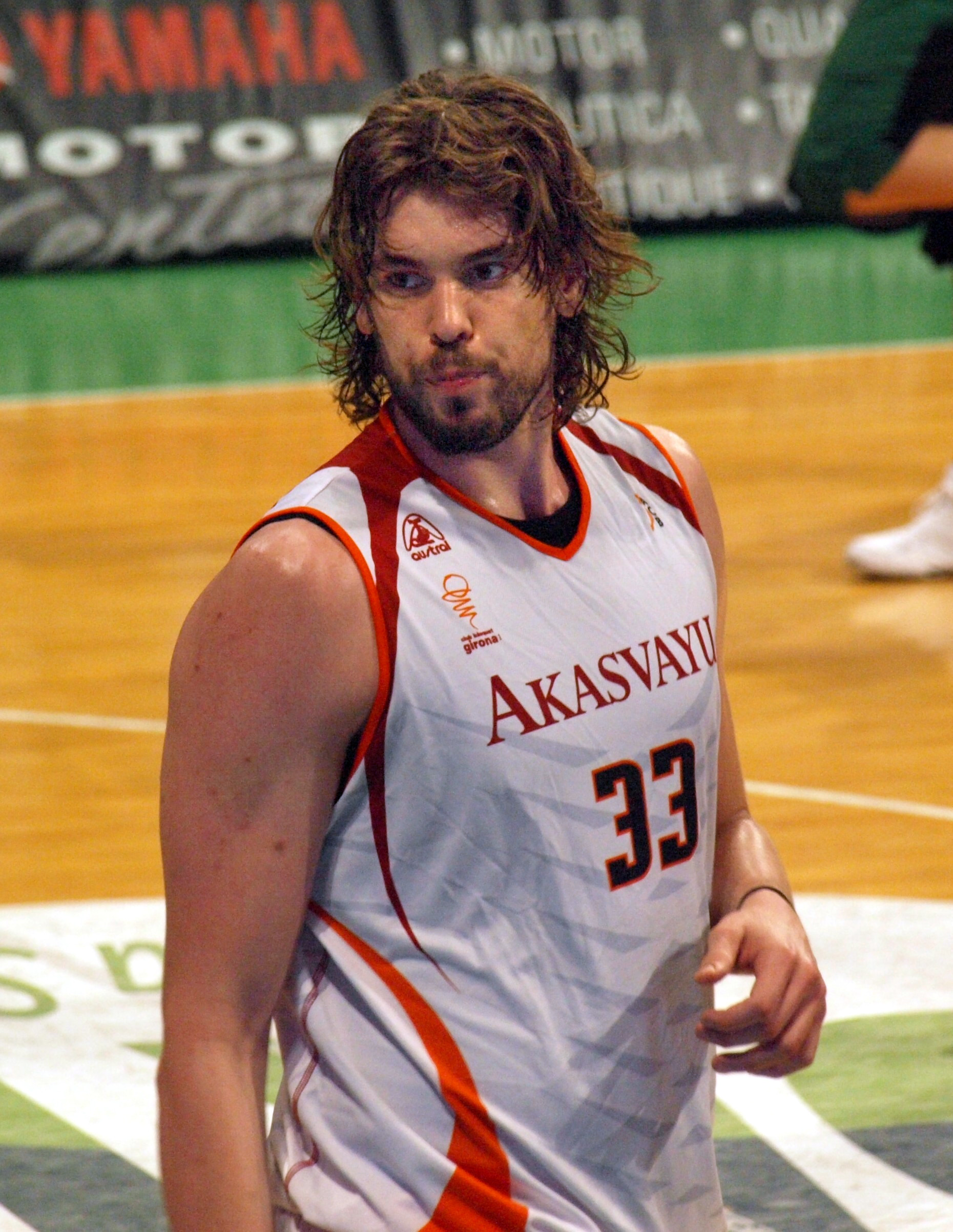
Gasol com o Girona em maio de 2008

### Liga Espanhola
Depois de se formar em Lausanne, Gasol retornou ao seu país natal para jogar na Liga ACB pelo FC Barcelona. 
Depois de três temporadas com o Barcelona, Gasol assinou com o Girona em 2006. Em 2008, ele foi nomeado o Jogador Mais Valioso da ACB.

### Memphis Grizzlies (2008–2019)

#### Primeiros anos
Gasol foi selecionado pelo Los Angeles Lakers com a 48ª escolha geral no Draft de 2007. Em 1 de fevereiro de 2008, ele foi trocado para o Memphis Grizzlies como parte de um pacote comercial que incluía seu irmão mais velho, Pau, que foi enviado do Grizzlies para os Lakers.
Depois de uma média de 11,9 pontos e 7,4 rebotes como novato, ele teve uma média de 14,6 pontos e 9,3 rebotes na temporada de 2009-10.
A temporada de 2010-11 viu Gasol ter uma média de 11,7 pontos, 7,0 rebotes, 2,5 assistências e 1,6 bloqueios em 81 jogos. Ele teve 15,0 pontos, 11,2 rebotes, 2,2 assistências e 2,1 bloqueios durante os 13 jogos da equipe nos Playoffs de 2011. Memphis, que nunca havia vencido um jogo de playoffs antes de 2011, derrotou o San Antonio Spurs na primeira rodada e foi para o sétimo jogo contra o Oklahoma City Thunder.

#### Temporada de 2011-12: Primeira seleção All-Star
Em 14 de dezembro de 2011, Gasol voltou a assinar com o Grizzlies em um contrato de US $ 58 milhões por quatro anos.
Em 23 de janeiro de 2012, foi eleito Jogador da Semana da Conferência Oeste para os jogos disputados de segunda-feira, 16 de janeiro, até domingo, 22 de janeiro.
Em 9 de fevereiro de 2012, ele foi nomeado para o All-Star Game pela primeira vez, ganhando um lugar na lista da Conferência Oeste como uma reserva.

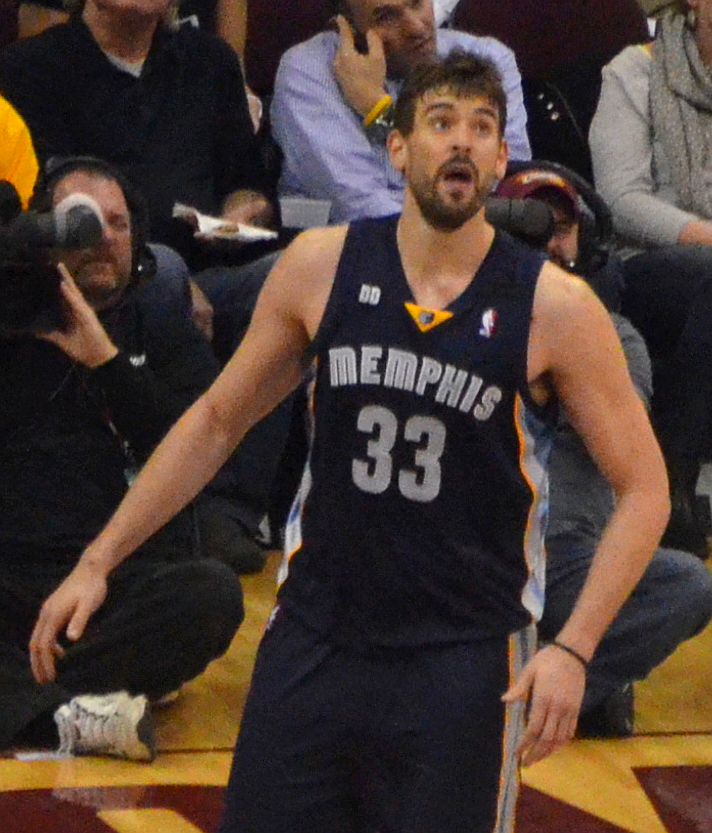
Gasol em março de 2013

#### Temporada de 2012–13: Jogador defensivo do ano
Na temporada de 2012–13, Gasol foi um dos seis jogadores com média de pelo menos 1,5 bloqueios (1,7) e 1,0 roubos de bola (1,0). Ele liderou a defesa dos Grizzlies que permitiu apenas 88,7 pontos por jogo durante a temporada regular. Em abril de 2013, ele foi nomeado o Jogador Defensivo do Ano, tornando-se o primeiro jogador na história dos Grizzlies a ganhar a honra.

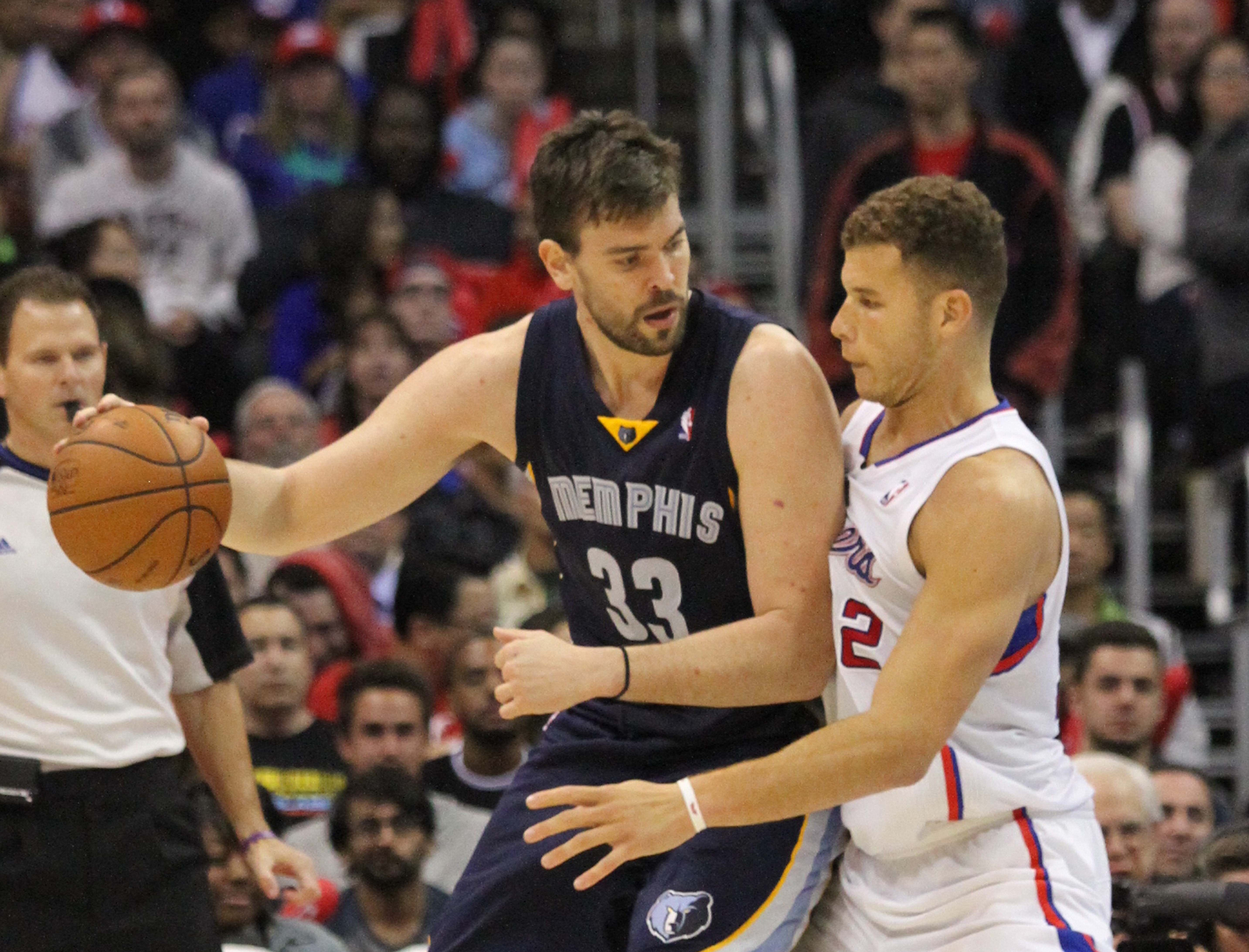
Gasol sendo marcado por Blake Griffin em novembro de 2013

#### Temporada de 2013–14
Na temporada de 2013-14, Gasol jogou 59 jogos. Uma entorse no Ligamento colateral medial do joelho esquerda em 22 de novembro contra o San Antonio Spurs, o afastou por 23 partidas entre 25 de novembro e 12 de janeiro.

#### Temporada de 2014–15: segunda seleção All-Star
A temporada de 2014-15 viu Gasol ganhar sua segunda seleção para o All-Star Game e foi nomeado para a Primeira-Equipe All-NBA pela primeira vez.
Nessa temporada, ele obteve uma média de 17,4 pontos, 7,8 rebotes e 3,8 assistências. Ele marcou mais de 30 pontos em cinco jogos depois de fazer apenas uma vez em suas primeiras seis temporadas. Ele foi o único jogador da liga com pelo menos 1.300 pontos, 600 rebotes e 300 assistências.

#### Temporada de 2015–16
Em 13 de julho de 2015, Gasol voltou a assinar com os Grizzlies em um contrato máximo de cinco anos no valor estimado de US $ 110 milhões.
Em 20 de novembro, ele registrou seu primeiro triplo-duplo da carreira com 16 pontos, 11 rebotes e 11 assistências em uma vitória por 96-84 sobre o Houston Rockets.
Gasol jogou apenas 52 jogos depois de perder a segunda metade da temporada devido a uma lesão no pé direito.

#### Temporada de 2016–17: Terceira seleção All-Star
Em 5 de dezembro de 2016, Gasol registrou o segundo triplo-duplo da carreira com 28 pontos, 11 rebotes e 11 assistências em uma vitória de 110-108 sobre o New Orleans Pelicans. Em 12 de dezembro, ele foi eleito o Jogador da Semana da Conferência Oeste para os jogos disputados de segunda-feira, 5 de dezembro, até domingo, 11 de dezembro.
Em 25 de janeiro de 2017, ele marcou 42 pontos em uma vitória por 101-99 sobre o Toronto Raptors. Um dia depois, ele foi nomeado para o All-Star Game pela terceira vez em sua carreira. Em 16 de março de 2017, ele registrou seu terceiro triplo-duplo da carreira com 18 pontos, 10 rebotes e 10 assistências na vitória por 103-91 sobre o Atlanta Hawks.

#### Temporada de 2017–18
Em 2 de dezembro de 2017, Gasol ultrapassou os 10.000 pontos na carreira com 27 pontos em uma derrota por 116-111 para o Cleveland Cavaliers. Em 26 de janeiro de 2018, ele seu quarto triplo-duplo da carreira com 13 pontos, 12 rebotes e 10 assistências em uma derrota por 109-100 para o Los Angeles Clippers.
Em fevereiro de 2018, Gasol jogou seu jogo de n°700 da NBA e o seu jogo de n°689 como titular, passando Mike Conley Jr. na lista de mais jogos como titular na história da franquia.

#### Temporada de 2018-19
Em novembro de 2018, Gasol passou Zach Randolph (5,612) para se tornar o jogador que mais pegou rebotes na história da franquia. Em 23 de janeiro, ele registrou seu quinto triplo-duplo da carreira com 22 pontos, 17 rebotes e 10 assistências em uma derrota de 118-107 para o Charlotte Hornets.

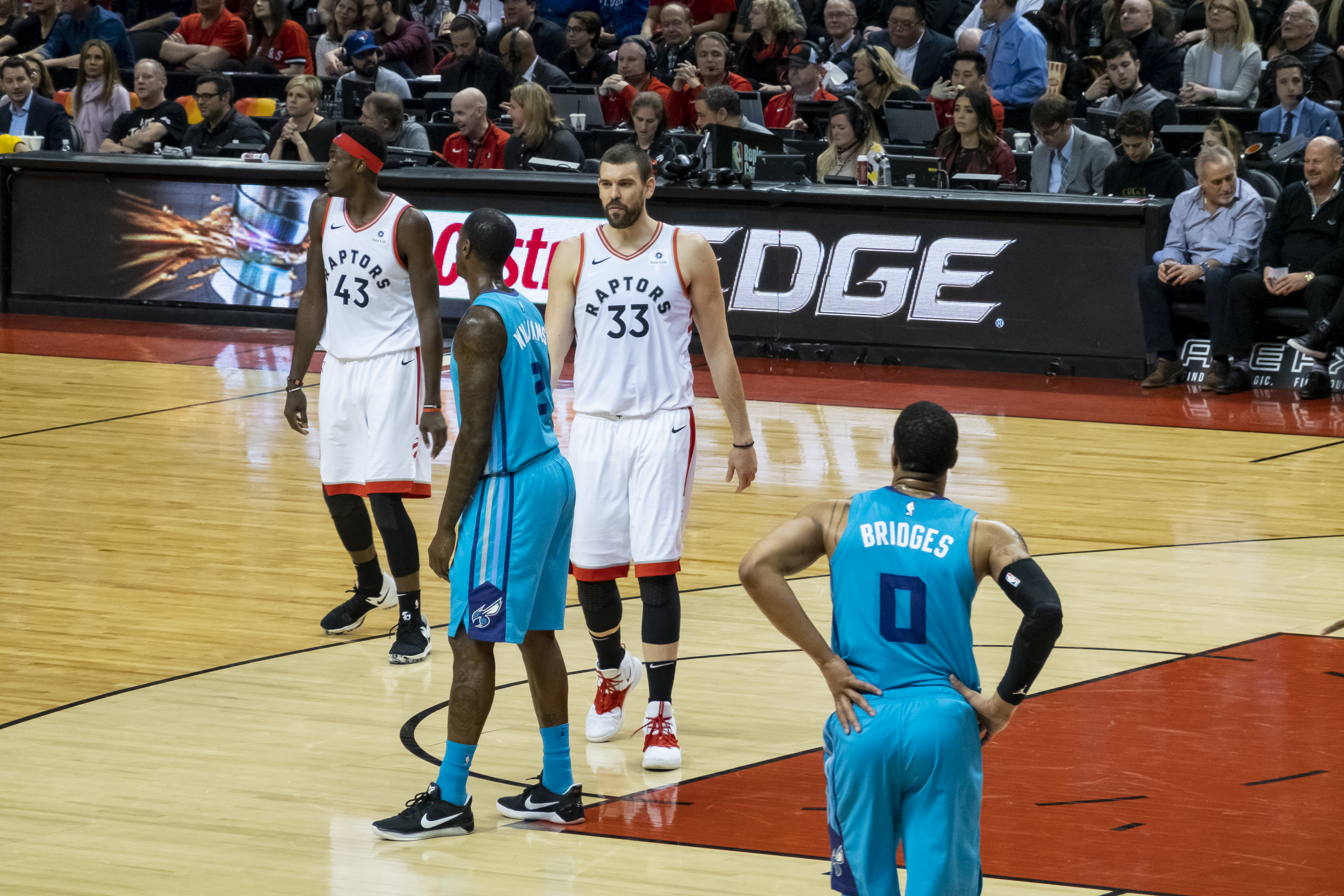
Gasol jogando nos Raptors em 2019

### Toronto Raptors (2019 – 2020)
Em 7 de fevereiro de 2019, Gasol foi negociado para o Toronto Raptors em troca de C. J. Miles, Jonas Valančiūnas, Delon Wright e uma escolha de segunda rodada no Draft de 2024.
Ele fez sua estreia pelo Raptors registrando sete pontos e seis rebotes em 19 minutos em uma vitória por 104-99 sobre o New York Knicks.
Gasol logo assumiu o papel de titular em Toronto e sua abordagem ofensiva ajudou os Raptors a se tornar o melhor time no quesito cesta de três pontos da NBA durante a segunda metade da temporada. Ele ajudou os Raptors a chegarem às Finais da NBA de 2019, onde derrotaram o Golden State Warriors em seis jogos. Com o seu título junto com os dois título do irmão Pau em 2009 e 2010, eles se tornaram o primeiro grupo de irmãos a ganharem títulos da NBA.
Em 26 de junho de 2019, Gasol assinou uma extensão de contrato com os Raptors em um contrato de $ 25,6 milhões.

### Los Angeles Lakers (2020 – presente)
Em 22 de novembro de 2020, Gasol foi contratado pelos Los Angeles Lakers, time que seu irmão Pau já atuou e foi vitorioso, Marc assinou um contrato de dois anos com salário de 2,56 milhões de dólares por ano, valor mínimo estipulado pela NBA para um veterano com pelo menos 10 anos de liga.

### Aposentadoria
Em 31 de janeiro de 2024, Marc Gasol anunciou a aposentadoria do Basquete, ele atuava pelo Bàsquet Girona, equipe que fundou na Espanha. 

## Carreira na seleção

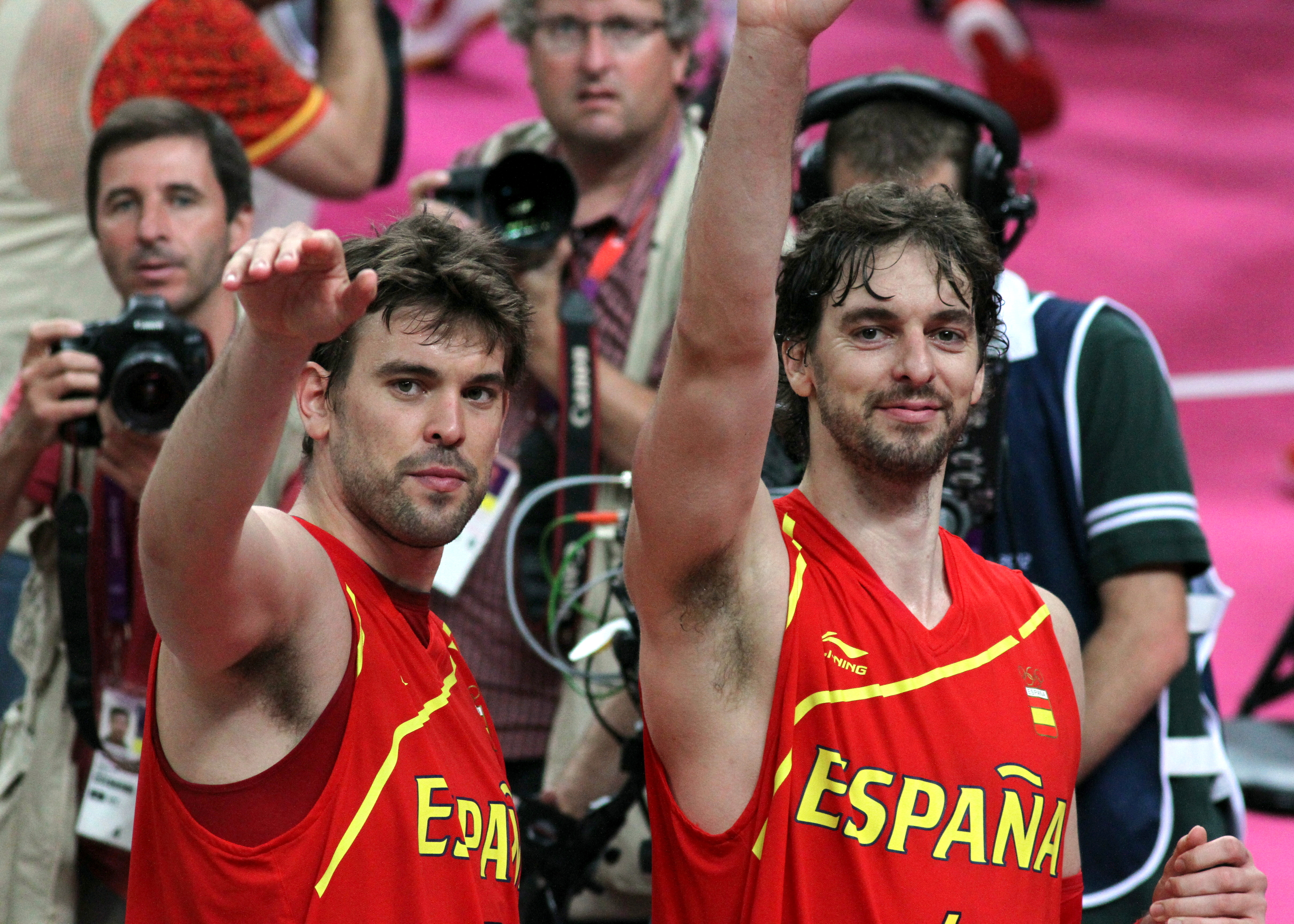
Marc e Pau jogando pela Espanha nos Jogos Olímpicos de Verão de 2012

Em 2006, Gasol foi chamado para a Seleção Espanhola que iria disputar o Campeonato Mundial de Basquetebol Masculino de 2006 como substituto de Fran Vázquez. A Espanha conquistou a medalha de ouro nesse torneio, assim como no EuroBasket de 2009 e no EuroBasket de 2011. Ele também ganhou medalhas de prata no EuroBasket de 2007, nos Jogos Olímpicos de 2008 e nos Jogos Olímpicos de 2012. Ele também ganhou a medalha de bronze no EuroBasket de 2013 e no EuroBasket de 2017.

## Estatísticas

### Temporada regular
| Ano      | Time     | PJ  | MPJ  | AP   | 3P   | LL   | RT  | AS  | BR  | TO  | PPJ  |
| -------- | -------- | --- | ---- | ---- | ---- | ---- | --- | --- | --- | --- | ---- |
| 2008–09  | Memphis  | 82  | 30.7 | .530 | .000 | .733 | 7.4 | 1.7 | .8  | 1.1 | 11.9 |
| 2009–10  | Memphis  | 69  | 35.8 | .581 | .000 | .670 | 9.3 | 2.4 | 1.0 | 1.6 | 14.6 |
| 2010–11  | Memphis  | 81  | 31.9 | .527 | .429 | .748 | 7.0 | 2.5 | .9  | 1.7 | 11.7 |
| 2011–12  | Memphis  | 65  | 36.5 | .482 | .083 | .748 | 8.9 | 3.1 | 1.0 | 1.9 | 14.6 |
| 2012–13  | Memphis  | 80  | 35.0 | .494 | .071 | .848 | 7.8 | 4.0 | 1.0 | 1.7 | 14.1 |
| 2013–14  | Memphis  | 59  | 33.4 | .473 | .182 | .768 | 7.2 | 3.6 | 1.0 | 1.3 | 14.6 |
| 2014–15  | Memphis  | 81  | 33.2 | .494 | .176 | .795 | 7.8 | 3.8 | .9  | 1.6 | 17.4 |
| 2015–16  | Memphis  | 52  | 34.4 | .464 | .667 | .829 | 7.0 | 3.8 | 1.0 | 1.3 | 16.6 |
| 2016–17  | Memphis  | 74  | 34.2 | .459 | .388 | .837 | 6.3 | 4.6 | .9  | 1.3 | 19.5 |
| 2017–18  | Memphis  | 73  | 33.0 | .420 | .341 | .834 | 8.1 | 4.2 | .7  | 1.4 | 17.2 |
| 2018–19  | Memphis  | 53  | 33.7 | .444 | .344 | .756 | 8.6 | 4.7 | 1.1 | 1.2 | 15.7 |
| 2018–19† | Toronto  | 26  | 24.9 | .465 | .442 | .769 | 6.6 | 3.9 | .9  | .9  | 9.1  |
| All-Star | All-Star | 3   | 20.0 | .556 | .000 | .000 | 7.6 | 3.3 | 1.0 | .3  | 6.6  |
| Carreira | Carreira | 795 | 33.4 | .483 | .350 | .777 | 7.7 | 3.4 | .9  | 1.5 | 15.0 |

### Playoffs
| Ano      | Time     | PJ | MPJ  | AP   | 3P   | LL   | RT   | AS  | BR  | TO  | PPJ  |
| -------- | -------- | -- | ---- | ---- | ---- | ---- | ---- | --- | --- | --- | ---- |
| 2011     | Memphis  | 13 | 39.9 | .511 | .000 | .699 | 11.2 | 2.2 | 1.1 | 2.2 | 15.0 |
| 2012     | Memphis  | 7  | 37.3 | .522 | .000 | .791 | 6.7  | 3.1 | .3  | 1.9 | 15.1 |
| 2013     | Memphis  | 15 | 40.6 | .454 | .000 | .800 | 8.5  | 3.2 | .9  | 2.2 | 17.2 |
| 2014     | Memphis  | 7  | 42.7 | .405 | .000 | .794 | 7.7  | 4.4 | 1.7 | .9  | 17.3 |
| 2015     | Memphis  | 11 | 37.8 | .394 | .000 | .852 | 10.3 | 4.5 | .9  | 1.7 | 19.7 |
| 2017     | Memphis  | 6  | 40.0 | .470 | .583 | .939 | 6.5  | 4.2 | .3  | .7  | 19.3 |
| 2019†    | Toronto  | 24 | 30.6 | .422 | .382 | .870 | 6.4  | 3.0 | .9  | 1.1 | 9.4  |
| Carreira | Carreira | 83 | 37.1 | .446 | .383 | .810 | 8.2  | 3.3 | .9  | 1.6 | 14.9 |

Fonte:

## Prêmios e homenagens
- Toronto Raptors:
  - Campeão da NBA: 2019
- Memphis Grizzlies:
- NBA Defensive Player of the Year: 2012-13
- 3 vezes NBA All-Star Game: 2011-12, 2014-15, 2016-17
- 2 vezes All-NBA Team:
  - Primeiro Time: 2014-15
  - Segundo Time: 2012-13
- NBA All-Defensive Team:
  - Segundo Time: 2012-13
- NBA All-Rookie Team: 2008-09
- Número 33 aposentado
- Seleção da Espanha:
  - Jogos Olímpicos:
    - Medalha de prata em 2008
    - Medalha de prata em 2012

  - FIBA World Championship:
    - Medalha de ouro em 2006

  - EuroBasket:
    - Medalha de prata em 2007
    - Medalha de ouro em 2009
    - Medalha de ouro em 2011
    - Medalha de bronze em 2013